# I Only Have Eyes for You
I Only Have Eyes for You is de zevenentwintigste aflevering van het zevende seizoen van het tienerdrama Beverly Hills, 90210, die voor het eerst werd uitgezonden op 23 april 1997.

## Verhaal
Brandon en Kelly hebben hun eerste nacht met elkaar samen doorgebracht. Als ze ’s morgens wakker worden zijn ze allebei gelukkig met hun keuze, Valerie is niet zo gelukkig als zij hen beide hoort. Nu ze bij elkaar zijn schiet de tijd die Kelly met Donna en Clare zou doorbrengen er bij in. Dit wordt niet helemaal geaccepteerd maar ze hebben weinig keus op het moment. Op een avond zouden Donna en Clare samen met Kelly naar de turn kampioenschappen kijken op televisie, maar ze moet helaas afzeggen omdat ze met Brandon heeft afgesproken. Valerie ruikt haar kans en nodigt zichzelf uit om met Donna en Clare te kijken. Op de avond drinken ze champagne en Valerie vindt het niet verantwoord om naar huis te rijden en blijft daar slapen. Ze slaapt in het bed van Kelly en zij vindt daar het dagboek van Kelly, dit leest ze met veel plezier en komt nu alle geheimen te weten van Kelly. Ze leest nu een paar negatieve dingen van Kelly over Donna en Clare. Dit vertelt ze tegen hen en nu zijn ze boos op Kelly. Kelly vindt dat ze het goed moet maken met Donna en Kelly over het afzeggen van hun avond en wil de volgende dag een maaltijd koken voor hen. Donna en Clare hebben hier nu weinig zin in vanwege het dagboek geheimen en melden zich af. Kelly snapt dit niet en vraagt zich af wat er aan de hand is en gaat naar haar huis om verhaal te halen. Ze hoort nu wat er aan de hand is en wil erover praten met hen. Donna en Clare voelen zich nu schuldig en willen het goedmaken. Ze gaan naar het huis van Brandon en bereiden nu met Steve een lekker ontbijt voor Kelly en Brandon. Kelly is opgelucht dat het weer goed is tussen hen. Valerie kijkt toe op een afstand en is woedend dat het weer niet gelukt is om Kelly in een kwaad daglicht te zetten, ze gaat naar boven en haalt een visitekaartje tevoorschijn van de vader van Kelly. De vader is een financieel adviseur en wil met hem een afspraak maken om zo wraak op Kelly te nemen.
Steve, David en Brandon gaan samen naar een autotentoonstelling, ze zien daar een elektrische auto en willen daar wel een proefrit mee maken. Steve wil dit gaan regelen en gooit al zijn charmes en een paar dollarbiljetten in de strijd tegen een vertegenwoordiger. Het werkt en mogen een proefrit maken, ze weten alleen niet dat de vertegenwoordiger ontslagen wordt en niet verteld dat de jongens een proefrit aan het maken zijn. Nu belt de eigenaar van de auto de politie om aangifte te doen van autodiefstal. Als de jongens aan het rijden zijn worden ze staande gehouden door de politie en worden gearresteerd. Na lang overleg wordt het duidelijk dat het een misverstand was en worden weer vrijgelaten.
Kelly vertelt aan Brandon dat zij vroeger altijd keek naar een kinderprogramma op tv. Ze was gek op dit programma en daar kwam een man die altijd met een toverstaf zwaaide en wilde ook zo’n staf. Haar vader zou dit wel regelen maar zij heeft nooit een stag gekregen. Brandon is achter de man gekomen die het programma toen presenteerde en vraagt hem of hij nog zo’n staf heeft voor Kelly. Na de problemen met de autodiefstal komt hij te laat bij hem maar na lang smeken krijgt hij toch nog een staf. Ook krijgt hij de brief die Kelly’s vader heeft geschreven voor het vragen van een toverstaf. Deze brief doet veel goed bij Kelly en weet nu dat dit niet haar vaders schuld was dat ze toen geen toverstaf heeft gekregen.

## Rolverdeling
- Jason Priestley - Brandon Walsh
- Jennie Garth - Kelly Taylor
- Ian Ziering - Steve Sanders
- Brian Austin Green - David Silver
- Tori Spelling - Donna Martin
- Tiffani Thiessen - Valerie Malone
- Joe E. Tata - Nat Bussichio
- Kathleen Robertson - Clare Arnold
- Wesley Allen Gullick - Willie de kok
- Dom DeLuise - Morton